# Nurbani Yusuf
Pour les articles homonymes, voir Yusuf.
Nurbani Yusuf Kantjasungkana, née le 25 décembre 1939 à Bengkulu et morte le 22 octobre 2015 à Singapour, est une actrice et femme politique indonésienne.

## Biographie
Elle est la seule fille des dix enfants de Muhammad Yusuf (1905-1961) et Kalsum binti Syam (1917–1957).
Elle entre dans l'industrie cinématographique indonésienne en 1958 en jouant un rôle dans Asrama Dara, et devient populaire avec le film réalisé par Usmar Ismail Anak Perawan di Sarang Penjamun (La Vierge dans le nid de voleurs). 
Yusuf épouse un entrepreneur, Kusumanegara, en 1968. Le couple a deux filles et leur mariage a duré jusqu'à la mort de Kusumanegara. Yusuf décéde à l'hôpital Mount Elizabeth de Singapour, le 22 octobre 2015 à l'âge de 75 ans, et est inhumé au cimetière de Karet Bivak.